# Danh sách địa điểm trên đất liền thấp hơn mực nước biển
Đây là danh sách những địa điểm trên đất liền thấp hơn mực nước biển trung bình, không bao gồm những địa điểm nhân tạo như hầm, mỏ, hố, giếng, đường hầm, hoặc những địa điểm dưới nước, hoặc tồn tại tạm thời khi thủy triều rút xuống,...
Danh sách cũng liệt kê những nơi nước biển và nước mưa được bơm đi chỗ khác. Những địa điểm nằm dưới mực nước biển một cách hoàn toàn tự nhiên thường cần có khí hậu khô hoặc nước mưa bay hơi mạnh. Các số liệu tính theo đơn vị mét dưới mực nước biển, được sắp xếp theo thứ tự độ sâu lớn nhất tới thấp nhất.
Danh sách này không đầy đủ, bạn cũng có thể giúp mở rộng danh sách.

## Châu Phi
| # | Địa danh              | Quốc gia   | Độ sâu           | Chú thích                                    |
| - | --------------------- | ---------- | ---------------- | -------------------------------------------- |
| 1 | Hồ Assal              | Djibouti   | −153 m (−502 ft) | ở vùng trũng Afar: điểm thấp nhất ở Châu Phi |
| 2 | Vùng trũng Qattara    | Ai Cập     | −133 m (−436 ft) |                                              |
| 3 | Denakil Depression    | Ethiopia   | −125 m (−410 ft) | ở vùng trũng Afar                            |
| 4 | Sebkha Tah            | Tây Sahara | −55 m (−180 ft)  | ở vùng Laâyoune-Boujdour-Sakia El Hamra      |
| 5 | Sabkhat Ghuzayyil     | Libya      | −47 m (−154 ft)  |                                              |
| 6 | Hồ Moeris             | Ai Cập     | −43 m (−141 ft)  |                                              |
| 7 | Chott Melrhir         | Algeria    | −40 m (−131 ft)  |                                              |
| 8 | Shatt al Gharsah      | Tunisia    | −17 m (−56 ft)   |                                              |
| 9 | Sebkhet Te-n-Dghamcha | Mauritania | −5 m (−16 ft)    |                                              |

## Châu Nam Cực
| # | Địa danh                          | Quốc gia | Độ sâu                             | Chú thích                                                        |
| - | --------------------------------- | -------- | ---------------------------------- | ---------------------------------------------------------------- |
| 1 | Sông băng Byrd                    |          | −2.780 m (−9.121 foot)             | [ 1 ]                                                            |
| 2 | Hồ Sâu, đồi Vestfold              |          | −50 m (−164 ft)                    |                                                                  |
| 3 | Hẻm núi nằm dưới sông băng Denman |          | tầng đá nền ở −3,500 m (−11,48 ft) | điểm tự nhiên thấp nhất trên Trái Đất không bị bao phủ bởi nước. |

## Châu Á
| #  | Địa danh                     | Quốc gia                                            | Độ sâu             | Chú thích |
| -- | ---------------------------- | --------------------------------------------------- | ------------------ | --- |
| 1  | Biển Chết                    | Jordan – Bờ Tây – Israel                            | −430 m (−1.411 ft) | điểm thấp nhất Châu Á và thế giới 31°30′B 35°30′Đ / 31,5°B 35,5°Đ ở thung lũng Jordan, Israel – Bờ Tây – Jordan                             |
| 2  | Allenby Bridge               | Jordan - West Bank                                  | −381 m (−1.250 ft) | lowest fixed water crossing in the world 31°52′27″B 35°32′27″Đ / 31,87417°B 35,54083°Đ in thung lũng Jordan, Israel – Bờ Tây – Jordan       |
| 3  | Neot HaKikar                 | Israel                                              | −345 m (−1.132 ft) | Israeli town just south of the Dead Sea. 30°55′59,15″B 35°22′36,11″Đ / 30,91667°B 35,36667°Đ in thung lũng Jordan, Israel – Bờ Tây – Jordan |
| 4  | Jericho                      | Bờ Tây                                              | −258 m (−846 ft)   | lowest city in the world 31°51′B 35°28′Đ / 31,85°B 35,46°Đ in thung lũng Jordan – Bờ Tây – Jordan                                           |
| 5  | Biển Galilee                 | Israel                                              | −214 m (−702 ft)   | 32°48′B 35°36′Đ / 32,8°B 35,6°Đ thung lũng Jordan, Israel – Bờ Tây – Jordan                                                                 |
| 6  | Tiberias                     | Israel                                              | −207 m (−679 ft)   | 32°47′48″B 35°32′09″Đ / 32,7966°B 35,535717°Đ thung lũng Jordan, Israel – Bờ Tây – Jordan                                                   |
| 7  | Vùng trũng Turfan            | Trung Quốc                                          | −154 m (−505 ft)   | [ 4 ] |
| 8  | Vùng trũng Caspi, Karagiye   | Kazakhstan                                          | −138 m (−453 ft)   | lưu vực Caspi |
| 9  | Bet She'an                   | Israel                                              | −122 m (−400 ft)   | 32°30′B 35°30′Đ / 32,5°B 35,5°Đ (giữa Tiberias và Jericho) ở thung lũng Jordan, Israel – Bờ Tây – Jordan                                    |
| 10 | Biển Caspi và bờ biển của nó | Nga – Kazakhstan – Azerbaijan – Iran – Turkmenistan | −28 m (−92 ft)     | lưu vực Caspi |
| 11 | Hachirōgata                  | Nhật Bản                                            | −4 m (−13 ft)      | |
| 12 | Kuttanad                     | Ấn Độ                                               | −2 m (−7 ft)       | |

## Châu Âu
| #   | Địa danh                      | Quốc gia                       | Độ sâu             | Chú thích                                                  |
| --- | ----------------------------- | ------------------------------ | ------------------ | ---------------------------------------------------------- |
| 1=  | Biển Caspi và bờ biển của nó  | Azerbaijan, Nga, và Kazakhstan | −28 m (−92 ft)     | Vùng trũng Caspi                                           |
| 1=  | Baku                          | Azerbaijan                     | −28 m (−92 ft)     | Thủ đô thấp nhất thế giới, thuộc vùng trũng Caspi          |
| 3   | Sân bay Atyrau                | Kazakhstan                     | −22 m (−72 ft)     | Sân bay quốc tế thấp nhất thế giới, thuộc vùng trũng Caspi |
| 4=  | Lammefjord                    | Đan Mạch                       | −7 m (−23 ft)      |                                                            |
| 4=  | Zuidplaspolder                | Hà Lan                         | −7 m (−23 ft)      | Các tỉnh ven biển Hà Lan (−1 to −7 m) (−3 to −23 ft)       |
| 6   | Haarlemmermeer                | Hà Lan                         | −5 m (−16 ft)      | Các tỉnh ven biển Hà Lan (−1 to −7 m) (−3 to −23 ft)       |
| 7=  | Sân bay Amsterdam Schiphol    | Hà Lan                         | −4 m (−13 ft)      | Các tỉnh ven biển Hà Lan (−1 to −7 m) (−3 to −23 ft)       |
| 7=  | Wieringermeer                 | Hà Lan                         | −4 m (−13 ft)      | Các tỉnh ven biển Hà Lan (−1 to −7 m) (−3 to −23 ft)       |
| 7=  | Flevoland                     | Hà Lan                         | −4 m (−13 ft)      | Các tỉnh ven biển Hà Lan (−1 to −7 m) (−3 to −23 ft)       |
| 7=  | Neuendorf-Sachsenbande        | Đức                            | −4 m (−13 ft)      |                                                            |
| 11  | Le Contane, Jolanda di Savoia | Italy                          | −3,44 m (−11,3 ft) |                                                            |
| 12= | những địa điểm ở tây Flanders | Bỉ                             | −3 m (−10 ft)      |                                                            |
| 12= | Bắc Slob, hạt Wexford         | Ireland                        | −3 m (−10 ft)      |                                                            |
| 14  | Fenlands                      | Anh                            | −2,75 m (−9 ft)    |                                                            |
| 15= | Étang de Lavalduc             | Pháp                           | −2 m (−7 ft)       |                                                            |
| 15= | Amsterdam                     | Hà Lan                         | −2 m (−7 ft)       | Các tỉnh ven biển Hà Lan (−1 to −7 m) (−3 to −23 ft)       |
| 15= | Kristianstad                  | Thụy Điển                      | −2 m (−7 ft)       |                                                            |
| 15= | Żuławy Wiślane                | Ba Lan                         | −2 m (−7 ft)       | Vùng châu thổ sông Wisła                                   |

## Bắc Mỹ

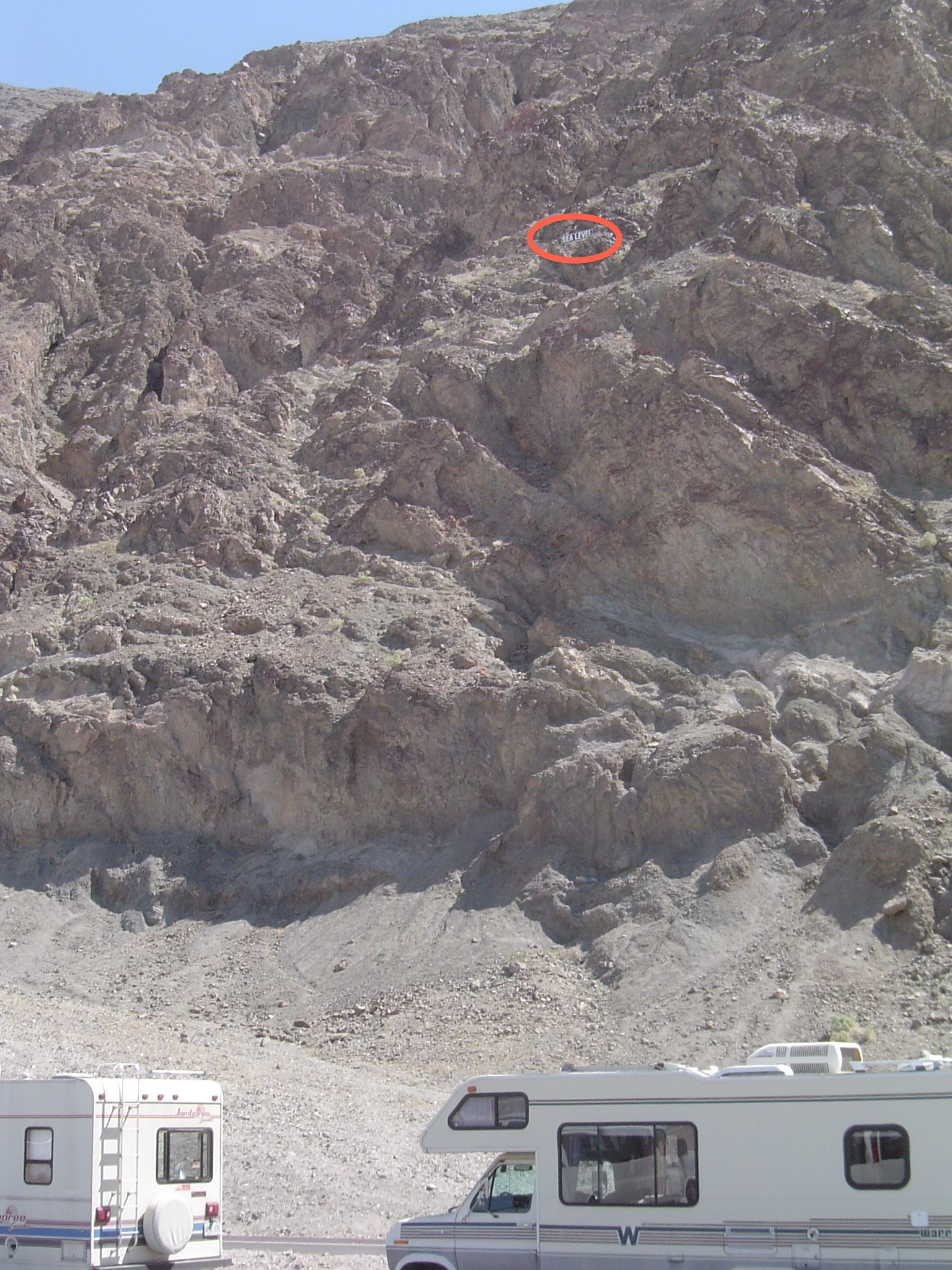
Chỉ dấu mực nước biển (2/3 đoạn đường tới vách đá) trên bồn địa Badwater, Vườn Quốc gia Thung lũng Chết, Hoa Kỳ

| #   | Địa danh                                      | Quốc gia          | Độ sâu          | Chú thích                         |
| --- | --------------------------------------------- | ----------------- | --------------- | --------------------------------- |
| 1   | Bồn địa Badwater, Thung lũng Chết, California | Hoa Kỳ            | −86 m (−282 ft) | điểm thấp nhất Bắc Mỹ             |
| 2   | Bãi biển Bombay, California                   | Hoa Kỳ            | −69 m (−226 ft) | Lòng chảo Salton −66 m (−217 ft)  |
| 3   | Bãi biển Salton, California                   | Hoa Kỳ            | −67 m (−220 ft) | Lòng chảo Salton −66 m (−217 ft)  |
| 4   | Desert Shores, California                     | Hoa Kỳ            | −61 m (−200 ft) | Lòng chảo Salton −66 m (−217 ft)  |
| 5   | Calipatria, California                        | Hoa Kỳ            | −56 m (−184 ft) | Lòng chảo Salton −66 m (−217 ft)  |
| 6   | Westmorland, California                       | Hoa Kỳ            | −48 m (−157 ft) | Lòng chảo Salton −66 m (−217 ft)  |
| 7   | Hồ Enriquillo                                 | Cộng hòa Dominica | −46 m (−151 ft) | điểm thấp nhất trên một quốc đảo  |
| 8   | Niland, California                            | Hoa Kỳ            | −43 m (−141 ft) | Lòng chảo Salton −66 m (−217 ft)  |
| 9   | thành phố Salton, California                  | Hoa Kỳ            | −38 m (−125 ft) | Lòng chảo Salton, −66 m (−217 ft) |
| 10= | Brawley, California                           | Hoa Kỳ            | −37 m (−121 ft) | Lòng chảo Salton, −66 m (−217 ft) |
| 10= | Thermal, California                           | Hoa Kỳ            | −37 m (−121 ft) | Lòng chảo Salton, −66 m (−217 ft) |
| 12  | Coachella, California                         | Hoa Kỳ            | −22 m (−72 ft)  | Lòng chảo Salton, −66 m (−217 ft) |
| 13  | Imperial, California                          | Hoa Kỳ            | −18 m (−59 ft)  | Lòng chảo Salton, −66 m (−217 ft) |
| 14  | Seeley, California                            | Hoa Kỳ            | −13 m (−43 ft)  | Lòng chảo Salton, −66 m (−217 ft) |
| 15  | El Centro, California                         | Hoa Kỳ            | −12 m (−39 ft)  | Lòng chảo Salton, −66 m (−217 ft) |
| 16  | Laguna Salada, Baja California                | Mexico            | −10 m (−33 ft)  |                                   |
| 17  | Indio, California                             | Hoa Kỳ            | −6 m (−20 ft)   | Lòng chảo Salton, −66 m (−217 ft) |
| 18  | Heber, California                             | Hoa Kỳ            | −5 m (−16 ft)   | Lòng chảo Salton, −66 m (−217 ft) |
| 19  | Holtville, California                         | Hoa Kỳ            | −3 m (−10 ft)   | Lòng chảo Salton, −66 m (−217 ft) |
| 20  | New Orleans, Louisiana                        | Hoa Kỳ            | −2 m (−7 ft)    |                                   |

## Châu Đại Dương
| # | Địa danh           | Quốc gia    | Độ sâu         | Chú thích                    |
| - | ------------------ | ----------- | -------------- | ---------------------------- |
| 1 | Hồ Eyre            | Australia   | −16 m (−52 ft) | điểm thấp nhất ở Australia   |
| 2 | Hồ Frome           | Australia   | −6 m (−20 ft)  |                              |
| 3 | Bình nguyên Taieri | New Zealand | −2 m (−7 ft)   | điểm thấp nhất ở New Zealand |

## Nam Mỹ
| # | Địa danh                                                   | Quốc gia  | Độ sâu           | Chú thích                   |
| - | ---------------------------------------------------------- | --------- | ---------------- | --------------------------- |
| 1 | Laguna del Carbón                                          | Argentina | −105 m (−344 ft) | lowest land in the Americas |
| 2 | Bajo del Gualicho, tỉnh Río Negro                          | Argentina | −72 m (−236 ft)  |                             |
| 3 | Salina Grande và Salina Chica, bán đảo Valdés, tỉnh Chubut | Argentina | −42 m (−138 ft)  |                             |
| 4 | Vùng trũng Sechura, sa mạc Sechura, vùng Piura             | Peru      | −34 m (−112 ft)  |                             |
| 5 | Georgetown, Guyana                                         | Guyana    | −2 m (−7 ft)     |                             |

## Những khu vực lịch sử và bị băng bao phủ
Nơi sâu hơn và rộng lớn hơn tất cả những địa điểm được liệt kê ở trên là rãnh Bentley nằm dưới mặt băng ở Châu Nam Cực, ở độ sâu 2.540 m (8.330 ft). Nó bị bao phủ vĩnh viễn bởi sông băng lớn nhất thế giới. Bởi vậy rãnh Bentley không được liệt kê trong danh sách. Nếu băng tan thì khu vực này sẽ bị nước biển bao phủ.
Khu vực không ngập nước lớn nhất nằm dưới mực nước biển từng được biết đến (đo lường theo phương pháp áp suất khí đẳng tích dưới mực nước biển) nằm ở Địa Trung Hải vào cuối thế Miocene trong giai đoạn khủng hoảng mặn Messina.